# 长坡溪蟹
长坡溪蟹（学名：Potamon changpoense）为溪蟹科溪蟹属的动物。在中国大陆，分布于云南等地，多见于溪流内石下。